# Bohinjska Bistrica
Bohinjska Bistrica é uma vila da Eslovênia que funciona como centro administrativo do município homônimo. Possuía uma população estimada de 1 767 habitantes em 2020.